# Ture Turesson (Bielke)
Ture Turesson (Bielke), född omkring 1425, död cirka 1490, var en svensk riddare, riksråd och marsk.

## Biografi
Bielke var son till lagmannen på Öland, hövitsmannen på Pixborg, Ture Stensson (Bielke) och den danskfödda Margareta Eriksdotter (Krummedige), som tidigare hade varit gift med riddaren Krister Nilsson (Vasa). Han var alltså halvbror till riddaren Johan Kristiernsson (Vasa). Eftersom hans far även gifte sig med Birgitte Abrahamsdatter (Tjurhuvud), var Ture Turesson också halvbror till Birgitta Turesdotter (Bielke). Bielke skrev sig till sätesgården Kråkerum i östra Småland.
Ture Turesson tillhörde den grupp inom 1400-talets adel, för vilken genom släktskapsförbindelser och giftermål med danska ätter skillnaden mellan danskt och svenskt utplånats. Han låg i ständiga strider med det svenska nationella partiet, särskilt Karl Knutsson (Bonde), som i sitt första äktenskap var gift med hans halvsyster. Troligen spelade det faktum att Karl Knutssons huvudmotståndare Krister Nilsson (Vasa) var hans styvfar en viktig roll. Mest känd är han genom den brevväxling han efter Karl Knutssons krigståg till Skåne förde med den danske kung Kristian I, där han lovade att ge upp Axevalla hus (där han var hövitsman) till kungen vid dennes ankomst. Brevväxlingen avslöjades av Tord Karlsson (Bonde) och Ture Turesson tillfångatogs. Han lyckades dock rymma till Danmark, men hans svenska gods indrogs. Under Kristian I:s regeringstid var han därefter en av dennes högst betrodda och utnämndes 1457 till slottshövitsman på Stockholms slott.
Sturekrönikan, som skrevs av hans politiska motståndare skildrar honom som en av Kristian I:s grymmaste hantlangare, och han skall efter kväsandet av ett bondeuppror 1463 fått tillnamnet "allmogens köttmånger" (slaktare). Under striderna fram till 1472 försvarade Ture Turesson först Stockholms slott och därefter Kalmar slott för Kristians räkning. I slaget vid Brunkeberg blev han tillfångatagen, och förlikade sig därefter med Sten Sture den äldre.
Ture Turesson grundade ett franciskanerkloster på Torkö i Blekinge skärgård.
Han skall även ha grundat Johanniterklostret i Kronobäck nära Kråkerum i Mönsterås socken.

## Barn
Ture Bielke gifte sig före 26 mars 1459 med Ingegärd Körningsdotter, dotter till väpnaren (Peder) Körning Kjeldsen (danska ätten Kyrning) till Färlöv och Karin Björnsdotter (gående Björn) av Rosendal i västra Skåne. De fick barnen:
1. Sten Turesson (Bielke), riddare, riksråd och lagman. Död efter 1520
2. Erik Turesson (Bielke), riddare, hövitsman och riksråd. Död 1511.
3. Peder Turesson (Bielke), riddare och riksråd. Död 1520
4. Nils Turesson (Bielke)
5. Margarethe Turesdatter (Bielke), gift med danske riddaren och riksrådet Mourids Nielsen Gyldenstierne, till Aagaard, Bregentved och Stora Markie
6. Brita Turesdotter (Bielke), gift på Lagnö sept. 1488 med riddaren och lagmannen Arvid Birgersson Trolle. Död 28 oktober 1513
7. Barbara Turesdotter (Bielke), ogift, död 1485
8. Anna Turesdotter (Bielke), gift på Toftaholm juni 1488 med riddaren och riksrådet Gustav Olsson (Stenbock), död 1513